# Баронство Во
Синьория или Баронство Во е феодално владение и държава в рамките на Свещената Римска империя, приблизително съответстващо на съвременните швейцарски кантони Во и Фрибур, което често се дава като апанаж на кадетските клонове на Савойската династия. Неговият административен център е местността Мудон (Лозана и Фрибур, основните градове на региона, са под властта на други господари по това време).

## История
Баронството е създадено след процеса на придобиване, предприет от Петър II Савойски, брат на граф Томас II Савойски (впоследствие Петер II става граф на Савоя след смъртта без преки наследници на неговия племенник Бонифаций Савойски и според традицията на Савойския дом, управляван от най-възрастния останал мъж). Тези придобивания започват през 1234 г. и завършват с формализирането на васалните отношения на баронството с графовете на Савоя и Свещената Римска империя през 1286 г.
Баронството дълго време е полунезависима държава, управлявана от кадетска линия на Савоя, способна да влезе в пряка връзка с официалните си васални началници, императорите на Свещената Римска империя, и да се бие автономно заедно с кралете на Франция по време на Стогодишната война.
То престава да съществува като автономна държава, когато Катерина Савойска-Во, последната потомка на фамилията, продава правата си на Амадей VI, граф на Савоя през 1359 г. Баронството, интегрирано в Савойските държави, непрекъснато се увеличава от херцозите, например с анексирането на град Фрибур между 1452 и 1476 г.
Още веднъж, през 1465 г., баронството е дадено като апанаж от херцог Амадей IX Савойски на неговия брат Жак Савойски-Ромон. В онези години на династични спорове в Савойското херцогство очевидната слабост на савойската власт кара Конфедерацията на осемте кантона да освободи Во и Вале от савойското господство с победата, постигната на 13 ноември 1475 г. в битката при Планта. 
Жак трябва окончателно да приеме загубата на Во чрез Мира от Фрибур през 1476 г. След това титлата „барон на Во“ остава сред тези, запазени за суверените на Савойския дом, дори след като Во е завладян и анексиран от Швейцария през 1536 г.

## Списък на бароните
- Петър II Савойски (* 1203, † 15 май 1268), барон 1234–68, също и граф на Савоя от 1263 г.
- Беатрис Савойска (* 1237, † април 1310), баронеса 1268–71, дъщеря на предходния
  - Гиг VII Виенски (* 1225, † август 1269), свързан с баронството 1268-70 като съпруг на предходната
- Филип I Савойски (* 1207 или 1220, † 15 август 1285), барон 1271–81, също граф на Савоя от 1268 г.
- Лудвиг I Савойски-Во (* сл. 1253, † 1303 или 13 януари 1302), барон 1285-1302, кадетски син на Томас II Савойски, брат на граф Амадей V Савойски
- Лудвиг II Савойски-Во (* 1290, † 1348), барон 1302–49, син на предходния
- Катерина Савойска-Во (* 1324, † 18 юни 1388), баронеса 1349–59, дъщеря на предходния
  - Раул II Бриенски († 19 ноември 1350), граф на О, свързан с баронството 1349-50 като втори съпруг на предходната
  - Вилхелм I (* 1324, † 1 октомври 1391), маркграф на Намюр (свързан с баронството 1352–59 като трети съпруг на предходната)
- 1359 г. Баронството е директно присъединено към владенията на графовете на Савоя.
- Жак Савойски-Ромон (* 12 ноември 1450, † 30 януари 1486), барон 1465–76
- От 1476 г. всички савойски суверени винаги се окичват, наред с други, с титлата на барони на Во.